# Марк Клавдий Марцелл (эдил 23 года до н. э.)
Марк Кла́вдий Марце́лл (лат. Marcus Claudius Marcellus; 42 до н. э.— 23 до н. э.) — сын Октавии Младшей и Гая Клавдия Марцелла, первый муж Юлии Старшей, дочери Октавиана. Рассматривался Октавианом в качестве одного из основных кандидатов на роль преемника.

## Происхождение
Отцом Марка Клавдия был Гай Клавдий Марцелл, консул 50 до н. э., сын претора 80 до н. э., имевшего такое же имя — Гай Клавдий Марцелл и некой Юнии. Происходили они из плебейской ветви Клавдиев, ведущей свой род от Марка Клавдия Марцелла, знаменитого консула III века до н. э. и прославленного полководца второй пунической войны.
Матерью Марцелла была сестра Октавиана Августа, Октавия, которая вышла замуж за Гая Клавдия в 55 до н. э. Брак этот организовал её отчим, Луций Марций Филипп.
В 54 до н. э. Юлий Цезарь хотел расстроить этот союз, дабы выдать Октавию замуж за Гнея Помпея. Однако, Помпей отверг это предложение, а Гай Марцелл перешёл в оппозицию Цезарю.
Гай Марцелл, друг Цицерона, был главным противником Юлия Цезаря, когда тот вторгся в Италию, но не участвовал в войне против него и был им прощён. В 47 до н. э. Гай Марцелл способствовал примирению Цезаря со своим кузеном и тёзкой Гаем Клавдием Марцеллом (консулом 49 года до н. э.), жившем в изгнании. Вероятно, Октавия продолжала жить со своим мужем до его смерти. Когда они поженились, ей было 15, а к моменту смерти мужа в 40 до н. э. — исполнилось 29.
У пары было трое детей: Клавдия Марцелла Старшая, Марк Клавдий и Клавдия Марцелла Младшая.

## Жизнеописание
В 40 до н. э. Гай Клавдий Марцелл умер. Октавиан выдал Октавию за Марка Антония, а её сын, которому едва исполнилось три года, в 39 до н. э. был помолвлен с дочерью Секста Помпея, чтобы укрепить его взаимоотношения с триумвирами. Однако после возобновления войны брак не состоялся.
В 29 до н. э., вернувшись из Египта, Август раздал мальчикам денежные средства в честь малолетнего Марка Клавдия. Во время триумфа Марцелл верхом сопровождал колесницу Августа.
В 26 и 25 годы до н. э. принимал участие в Кантабрийской войне вместе с Августом в качестве военного трибуна. Совместно с Тиберием руководил играми и зрелищами, устроенными Августом в связи с основанием колонии Эмериты в Испании.
В 25 до н. э. женился на единственной дочери Августа — Юлии. В начале 24 до н. э. вошёл в коллегию понтификов, получил преторский ранг и право занимать консульскую должность на 10 лет раньше возрастного ценза.
В 23 до н. э. занимал должность курульного эдила, на которой организовал великолепные игры, отчего приобрел огромную популярность в народе.
В том же году Август тяжело заболел, однако, вопреки ожиданиям, передал дела Агриппе и Пизону, а не Марцеллу. Это ухудшило отношения между Агриппой и Марцеллом. Но Август выздоровел, а вот Марцелл заболел той же болезнью, и для него она оказалась смертельной. Марцелл был похоронен в мавзолее Августа. Октавия построила в его честь библиотеку, а Август — театр Марцелла.
Октавия так и не смогла оправиться от смерти сына, и провела годы после его смерти в трауре. В конце 20-х годов I века до н. э. Вергилий упомянул Марцелла в своей поэме «Энеида». Элий Донат описывает, что Вергилий

…прочитал для Августа три книги своей Энеиды (вторую, четвёртую и шестую), что происходило из-за хорошо известной его привязанности к Октавии, которая (присутствуя на декламации), как говорят, упала в обморок в месте, посвящённом её сыну, «… Вы должно быть Марцелл» [Aen. 6.884]. С трудом придя в себя, она приказала выдать Вергилию десять тысяч сестерциев за каждую из книг.

## В популярной культуре
- В сериале «Я, Клавдий» (1976) Марцелла сыграл Кристофер Гард[англ.][21]
- В сериале 2021 года «Домина» Марцелла играет Финн Беннетт[22]